# بالاتون‌اودواری
بالاتون‌اودواری (به مجاری: Balatonudvari) یک شهرداری در مجارستان است که در ناحیه بالاتون‌فورد واقع شده‌است. بالاتون‌اودواری ۱۸٫۸ کیلومتر مربع مساحت و ۳۴۳ نفر جمعیت دارد.